# 캣 커닝
캣 커닝(영어: Kat Cunning, 1989년 11월 12일 ~ )은 미국의 배우, 모델, 댄서, 가수이다. 본명은 카트리나 커닝햄(영어: Katrina Cunningham). 넷플릭스 드라마 《트링킷》에 출연했다.